# Chengdujska cesta, Ljubljana
Chengdujska cesta je ena izmed cest v Ljubljani.

## Poimenovanje
Cesta je uradno poimenovana po kitajskem mestu Čengdu (provinca Sečuan), s katerim je Ljubljana od leta 1981 pobratena.

## Urbanizem
Večnivojska in večkraka cesta se nahaja v Novih Fužinah, in sicer na območju med Rusjanovim trgom, Studencem in Zaloško cesto. Del ceste poteka preko mostu čez Ljubljanico in se konča v T-križišču s Trpinčevo ulico.
Ob cesti se nahaja Zavod za varstvo pri delu.

## Javni potniški promet
Pred mostom se nahaja avtobusno obračališče (304051 Fužine), kjer imajo urejeno končno postajališče mestne avtobusne linije št. 20, 20Z in 22.
Na križišču z Zaloško cesto so decembra 2012 vzpostavili sistem Parkiraj in se pelji P+R.